# Jagdstaffel 39
A Jagdstaffel 39, conhecida também por Jasta 39, foi um esquadra de aeronaves da Luftstreitkräfte, o braço aéreo das forças armadas alemãs durante a Primeira Guerra Mundial. Durante a sua existência, abateu 68 aeronaves inimigas, incluindo 14 balões.

## Aeronaves
- Albatros D.III
- Albatros D.V